# Вагинална интраепителна неоплазија
Вагинална интраепителна неоплазија или вулварна епителна неоплазија (ВИН) (Vulvar intraepithelial neoplasia) један је од назива за означавање интраепителних стадијума у развоју рака вагине, који се користи да означи појаву различитог степена атипичних, односно малигних, ћелија унутар епитела вагине. Сви степени ВИН нису обавезно и преканцерозна стања: у које се убрајају само тешке дисплазији и карциноми ин ситу (промене означене са ВИН 3). Код неких жена ВИН може нестане без третмана. Ако промене постају озбиљније, постоји могућност да се развије рак после много година, па се зато ВИН означава као преканцерозно стање.

## Епидемиологија
Учесталост јављања вагиналне интраепителне неоплазије није сасвим позната, собзиром да је изолована вагинална преканцероза изузетно ретка појава. Дисплазије вагине се најчешће јављају заједно или у склопу са већ постојећим премалигним лезијама вулве и врата материце.

## Етиологија
Бројни чиниоци могу бити од утиваја за настанак ВИН и јако су слични као и они код цервикалне интраепителне неоплазије:
- рано ступање у сексуалне односе,
- промискуитет,
- ослабљена функција имунског система,
- високоризична инфекција хуманим папилома вирусом (ХПВ ),
- друге полноим путем преносиве болести,
- пушење.

## Стадијуми у развоју ВИН-а
У клиничкој слици вагиналне интраепителна неоплазије (ВИН) разликују се 3 врсте вагиналних интраепителних неоплазија (које се означавају са ВИН 1,2 и 3):
ВИН 1 — Лака дисплазија
Код ове дисплазије промене на ћелијама (које су присутне су само у доњој трећини епитела) у смислу дискератозе или атипије карактеришу се:
- одступањем од нормалног изгледа ћелије која се збирно могу приказати као неједнакост у облику и величини не само ћелија већ и њихових језгара,
- поремећај у сазревања и односа цитоплазма/језгрО,
- различитој количини и квалитету хроматина,
- изгледу и броју нуклеолуса,
- присуству митоза,
- начину оријентације језгара.

ВИН 2 — Умерена дисплазија
Напред описане промене на ћелијама присутне су и у доње две трећине епитела, а сазревање епитела је изражено највише у горњој трећини епитела.
ВИН 3 — Тешка дисплазија
Тешка дисплазија обухвата карцином ин ситу, као и атипичне кондиломатозне промене. Код овог типа ВИН-а незреле диспластичне ћелије се налазе у више од две трећине дебљине епитела. ВИН 3 се сматра предстадијумом у настанку рака вагине.

## Клиничка слика
Симптоми вагиналне интраепителне неоплазије, обично изостају или су некарактеристични и обухватају неспецифичне знака у виду појачаног исцедка сукрвичавог изгледа, са или без непријатног мириса.
Сумњиве промене на вагини откривају се најчешће случајно приликом гинеколошког прегледа, обично као црвене или беле мрље: улкуси (чир или раница) издигнутих ивица или у равни слузокоже, или су у облику брадавичастих промена. Најчешћа локализација промена је у горњој трећина задњег зида вагине.

## Дијагноза
Дијагноза се поставља у оквиру редовних гинеколошких прегледа. У дијагностици се користи цитологија, колпоскопија, биопсија и хистолошки преглед.
- Микрографија интраепителне неоплазије III вулве.
- Микрографија диференциране интраепителне неоплазије вулве.

## Терапија
Лечење млађих болесница и лезија типа ВИН 1 и ВИН 2 је конзервативно и састоји се од медикаментозног лечење локалне инфекције и стално праћење промена.
Уколико промене перзистирају дуже од 6 месеци, виругеног су или прогресивног карактера (гооворе о прогресији у ВИН 3). Ако су промене промера већег од 2 сантиметра препоручује се ексцизија преканцерозне лезије до у здраво ткиво.
Мултицентричне промене могу се лечити локално цитостатицима (5-флуороурацил), интерфероном или СО2 - ласерском вапоризацијом.
Код рецидива примењује се парцијална или тотална колпектомија (одстрањење вагине), а код истовременог јављања карцинома ин ситу најчешће је потребно урадити хистеректомији (одстрањење материце).